# Twenty 4 Seven
A Twenty 4 Seven egy holland eurodance együttes, melyet 1989-ben alapított Ruud van Rijen holland producer, és az amerikai rapper/producer Tony Dawson-Harrison (Captain Hollywood). Az együttes Európában  több slágerlistás kislemezt is megjelentetett. Az I Can't Stand It, Are You Dreaming?, Is It Love és Take Me Away című slágereket.

## Történet

### 1989-1990: Az eredeti felállás
A Twenty 4 Sevent 1989-ben alapította Ruud van Rijen holland producer, és Tony Dawson-Harrison amerikai/holland proucer - rapper, táncos. (Captain Hollywood) Amszterdamban, Hollandiában. A kezdeti időszakban Nancy "Nance Coolen holland énekesnő, és Ricardo Overman holland rapper (MC Fixxit) voltak a tagok. Az "I Can't Stand It" című kislemez 1989 elején jelent meg, melyben Coolen és Overman énekel, illetve rappel. Miután belső viták támadtak Rijennel, Overman röviddel a debütáló kislemez megjelenése után távozott a csapatból. Válaszul Overman távozására, Harrison is úgy döntött, hogy kilép a csapat produceri szerepéből, hogy a csapat új embere, illetve rapperje legyen. Giovanni Falco (Hanks) és Wolfgang Reiss (Jacks) táncosokat Harrison toborozta a csapatba, hogy a színpadon a fellépéseken szerepeljenek. A project nevét is módosították, így Twenty 4 Seven featuring Captain Hollywood néven szerepeltek. A csapat rapbetétjei, és női énekhangok új keveréke hatalmas sikernek örvendett Európában. Az "I Can't Stand It" című dal Izraelben a 3. az Egyesült Királyságban a 7. helyezést érte el. A következő kislemez az "Are You Dreaming?" a brit kislemezlistán a 17. helyezést érte el. A debütáló album 1990-ben Street Moves címmel jelent meg.
1991-ben Harrison elhagyta a csapatot és egyéni szólókarrierbe kezdett, a Captain Hollywood Project felépítésében. Annak ellenére, hogy Harrison távozott a csapatból, az "I Can't Stand It" népszerűsége hatalmas volt Európában. A dal később az 1991-es "Dying Young" című film egyik betétdala is lett, melyben Julia Roberts volt a főszereplő. Harrison távozása után a Twenty 4 Seven még két évig működött.

### 1993-1994: Slave to the Music & I Wanna Show You
1993-ban Stacey Seedord (Stay-C) holland rapper, énekes érkezett Harrison helyére, és megjelent a Slave to the Music, az Is It Love, Take Me Away és a Leave Them Alone című dalok, valamint a Slave to the Music című album.
Az "Is It Love" sikere  után a csapat új dalokat készített új albumukhoz, így 1994-ben megjelent az "Oh Baby!" és a "Keep on Tryin'" című dalok. Azonban slágerlistás helyezést nem értek el az Egyesült Királyságban, ahol korábban sikeresek voltak. A siker tovább folytatódott Európa további részén, és megjelent harmadik stúdióalbumuk I Wanna Show You címmel. Számos élő fellépés utána zenekar nem hallatott magáról, és a következő két évben új anyag sem jelent meg tőlük.

### Változások
1996-ban a zenekar új női énekessel - Stella - tért vissza. Nance Coole távozott, és egyéni karrierjére koncentrált. Az új énekesnővel felvett dal a We are the World Hollandiában és Csehországban slágerlistás helyezést ért el, azonban korábbi nagy sikereit nem tudta felülmúlnia.
1997-ben megjelentek az  "If You Want My Love" és "Friday Night" című dalok, azonban sikereket nem értek el vele azokban az országokban, ahol valaha sikeresek voltak. Noha Hollandiában továbbra is sikeresek maradtak, Európa többi részén jelentősen csökkent az érdeklődés irántuk. Néhány élő fellépés, és a zenekar 4. stúdióalbumának, a Twenty 4 Hours A Day, Seven Days A Week címűnek megjelenése után Stella is távozott a csapatból.
1999-ben megjelent a "Ne Ne" című vadonatúj kislemez, de még a holland slágerlistákra sem került fel. Végül Rijen úgy döntött 1999 végén, hogy pihenteti az együttest.

### Új arcok és énekesnő
Közel egy évtized után a Twenty 4 Seven ismét aktív volt, és 2007-ben Rijen új énekesnővel - Elle - jelent meg, és megjelent a Berlin együttes "Like Flames" című dalának feldolgozása. A dal novemberben a 45. helyezést érte el a holland listán, és 2007 végén a 20. volt. A csapat bejelentette, hogy hamarosan ismét élőben fognak fellépni, azonban ez meghiúsult. Ezután Elle is távozott az együttesből.

### Változások, visszatérések "Slave To the Music 2010"
2010-ben Rijen bejelentette, hogy Stacey Paton visszatért az együttesbe, és érkezett két új énekes Li Ann (Lianne van Groen) és Miss Cherry (Sharon Doorson). 2010-ben Rijen bejelentette a "Slave to the Music" 2010-es verzióját, mely az év végén jelent meg. A kislemez felvétele után Miss Cherry távozott, melyet Li Ann és Stacey hangjával pótoltak. 2010 decemberében megjelent egy videó, mely egy "hamarosan megjelenő" reklámcsíkkal készült, azonban a kislemez pontos kiadásáról nem voltak információk. 2012-ben megjelent egy kislemez "The Reason" címmel, és egy videoklip is készült. A dal mérsékelt siker volt Hollandiában, és a 33. helyezést érte el az országban.

## Diszkográfia
- Street Moves (1990)
- Slave to the Music (1993)
- I Wanna Show You (1994)
- Twenty 4 Hours a Day, Seven Days a Week (1997)